# ギリギリchop
「ギリギリchop」（ギリギリチョップ）は、日本の音楽ユニット・B'zの楽曲。1999年6月9日にRooms RECORDSより26作目のシングルとして発売された。

## 概要
10thアルバム『Brotherhood』からの先行シングル。
前作『HOME』より11か月ぶりのリリースで、B'z最後の8cmシングルである。
このシングルと『Brotherhood』では、専用のB'zロゴマークが使われた。また、このシングルから稲葉のローマ字表記が"KOHSHI INABA"から"KOSHI INABA"に変更された。
1996年に発売の「ミエナイチカラ 〜INVISIBLE ONE〜」以来のアニメタイアップシングルとなっている。タイアップは両面ともB'zでは初となるテレビアニメ『名探偵コナン』の主題歌であり、以後もたびたびタイアップすることになる。オープニング映像には本曲のPVも流れ、オリコン調べでは、同番組のオープニング主題歌のシングル売上歴代1位となっている。
購入者特典として、『名探偵コナン』の主人公江戸川コナンとヒロインの毛利蘭がバイクに乗っているカードが入っている。また、その裏には着メロの入力番号が書かれている。
両曲ともオリジナルバージョンでのアルバム初収録は、アニメの主題歌集である『THE BEST OF DETECTIVE CONAN 〜名探偵コナン テーマ曲集〜』となっている。

## 収録曲
| 全作詞: 稲葉浩志、全作曲: 松本孝弘、全編曲: 松本孝弘・稲葉浩志。 |                                        |          |            |      |
| #                                                                | タイトル                               | 作詞     | 作曲・編曲 | 時間 |
| 1.                                                               | 「ギリギリchop」                       | 稲葉浩志 | 松本孝弘   | 4:01 |
| 2.                                                               | 「ONE」(ストリングスアレンジ:池田大介) | 稲葉浩志 | 松本孝弘   | 4:10 |
| 合計時間:                                                        | 合計時間:                              | 8:11     |            |      |

## 楽曲解説
1. ギリギリchop
  - タイトルの「chop」という言葉について、映像作品『The true meaning of "Brotherhood"?』内で、稲葉は破壊力のある言葉なら、別に「キック」や「固め」でもよかったと語っている。
  - 4ピースのバンド編成で、2003年までに発売されたシングル表題曲では235BPMと最もテンポが速い[3]。
  - 松本は、本曲のギターの演奏のためにロサンゼルスのホテルで8時間練習をしたというエピソードが残っている[4]。
  - ベースは、元BLIZARDの寺沢功一が担当。寺沢によると、シングルバージョンのベースソロは松本のアレンジを無視して勝手に弾いたとのこと[5]。10thアルバム『Brotherhood』には別バージョンが収録され、そちらはMR. BIGメンバーのビリー・シーンとパット・トーピーが演奏に参加している。
  - PVはロサンゼルスのスタジオで撮影されたもの[6]。
  - ライブでは終盤やアンコールで演奏されることが多く、2020年に行われた無観客配信ライブ『B'z SHOWCASE 2020 -5 ERAS 8820-』のDay5内で行われた「B'z LIVE演奏回数ランキング」では、2020年時点で第8位を記録した[7][8]。
  - 2001年の『B'z LIVE-GYM 2001 "ELEVEN"』までは原曲通りベースソロのパートで松本がバッキングを弾いていたが、ビリーが参加した2002年の『B'z LIVE-GYM 2002 GREEN ～GO★FIGHT★WIN～』以降は弾いておらず、またサポートメンバーに大賀好修が加わった『B'z LIVE-GYM 2011 -long time no see-』以降はギターソロの前半をサポートメンバーとのユニゾンで演奏している。
  - 2007年8月12日のサマーソニック2007にて行われた『エアギター2007ジャパンファイナル』でガチャピンがこの曲をバックにパフォーマンスを行い、3位入賞および審査員特別賞受賞した[9]。
2. ONE
  - 映画『名探偵コナン 世紀末の魔術師』の主題歌に起用されたバラードナンバー。
  - 10thアルバム『Brotherhood』の制作過程で最初期に制作された。本曲のメイキングが『The true meaning of "Brotherhood"?』に収められている。
  - バラード・ベスト・アルバム『The Ballads 〜Love & B'z〜』でアルバム初収録となった。ベスト・アルバム『B'z The Best "ULTRA Treasure"』ではファン投票3位（中間発表2位）にランクインし[10]、2nd beatの曲では「恋心(KOI-GOKORO)」に匹敵する人気を誇っている。

## タイアップ
- 読売テレビ・日本テレビ系アニメ『名探偵コナン』オープニングテーマ(1999年5月3日 - 1999年11月8日)（#1）
- 東宝系映画『名探偵コナン 世紀末の魔術師』主題歌（#2）
- ユービーアイソフト「Rocksmith2014」CMソング（#1）

## 参加ミュージシャン
- 松本孝弘:ギター、全曲作曲・編曲
- 稲葉浩志:ボーカル、全曲作詞・編曲
- 池田大介:ストリングスアレンジ（#2）
- 黒瀬蛙一:ドラム
- 寺沢功一:ベース（#1）
- 満園庄太郎:ベース（#2）
- 増田隆宣:アコースティックピアノ（#2）
- 篠崎Strings：ストリングス（#2）

## 収録アルバム
ギリギリchop
- Brotherhood (Version 51)
- B'z The Best "Pleasure II"
- B'z The Best "ULTRA Pleasure"
- B'z The Best XXV 1999-2012
- THE BEST OF DETECTIVE CONAN 〜名探偵コナン テーマ曲集〜

ONE
- The Ballads 〜Love & B'z〜
- B'z The Best "ULTRA Treasure"
- THE BEST OF DETECTIVE CONAN 〜名探偵コナン テーマ曲集〜
- THE BEST OF DETECTIVE CONAN 〜The Movie Themes Collection〜
- 劇場版 名探偵コナン 主題歌集 〜“20”All Songs〜

## ライブ映像作品
ギリギリchop
- once upon a time in 横浜 〜B'z LIVE GYM'99 "Brotherhood"〜
- a BEAUTIFUL REEL. B'z LIVE-GYM 2002 GREEN 〜GO★FIGHT★WIN〜
- B'z LIVE-GYM 2006 "MONSTER'S GARAGE"
- B'z LIVE in なんば
- B'z LIVE-GYM Pleasure 2008 -GLORY DAYS-
- B'z LIVE in なんば 2006 & B'z SHOWCASE 2007 -19- at Zepp Tokyo
- B'z LIVE-GYM 2001 -ELEVEN-
- B'z LIVE-GYM Pleasure 2013 ENDLESS SUMMER -XXV BEST-
- B'z COMPLETE SINGLE BOX（特典DVD）
- DINOSAUR（特典DVD・Blu-ray Disc）
- B'z LIVE-GYM Pleasure 2018 -HINOTORI-
- B'z SHOWCASE 2020 -5 ERAS 8820- Day1〜5

ONE
- once upon a time in 横浜 〜B'z LIVE GYM'99 "Brotherhood"〜
- B'z LIVE-GYM Pleasure 2008 -GLORY DAYS-
- B'z SHOWCASE 2020 -5 ERAS 8820- Day1〜5